# District de Selwyn

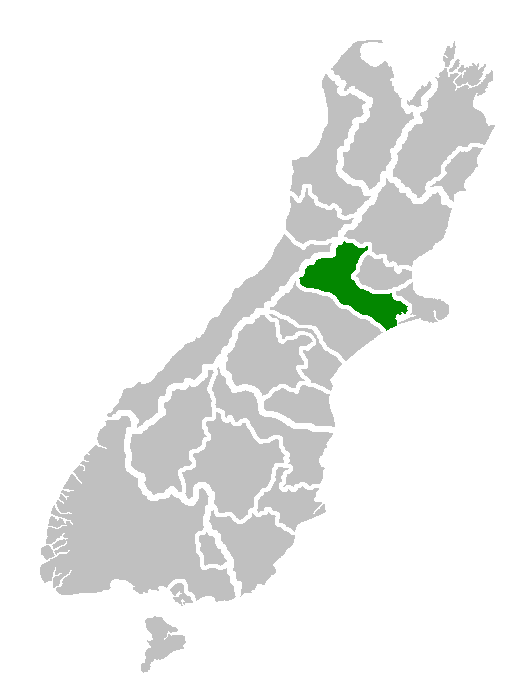
Localisation du district sur une carte de l'île du Sud

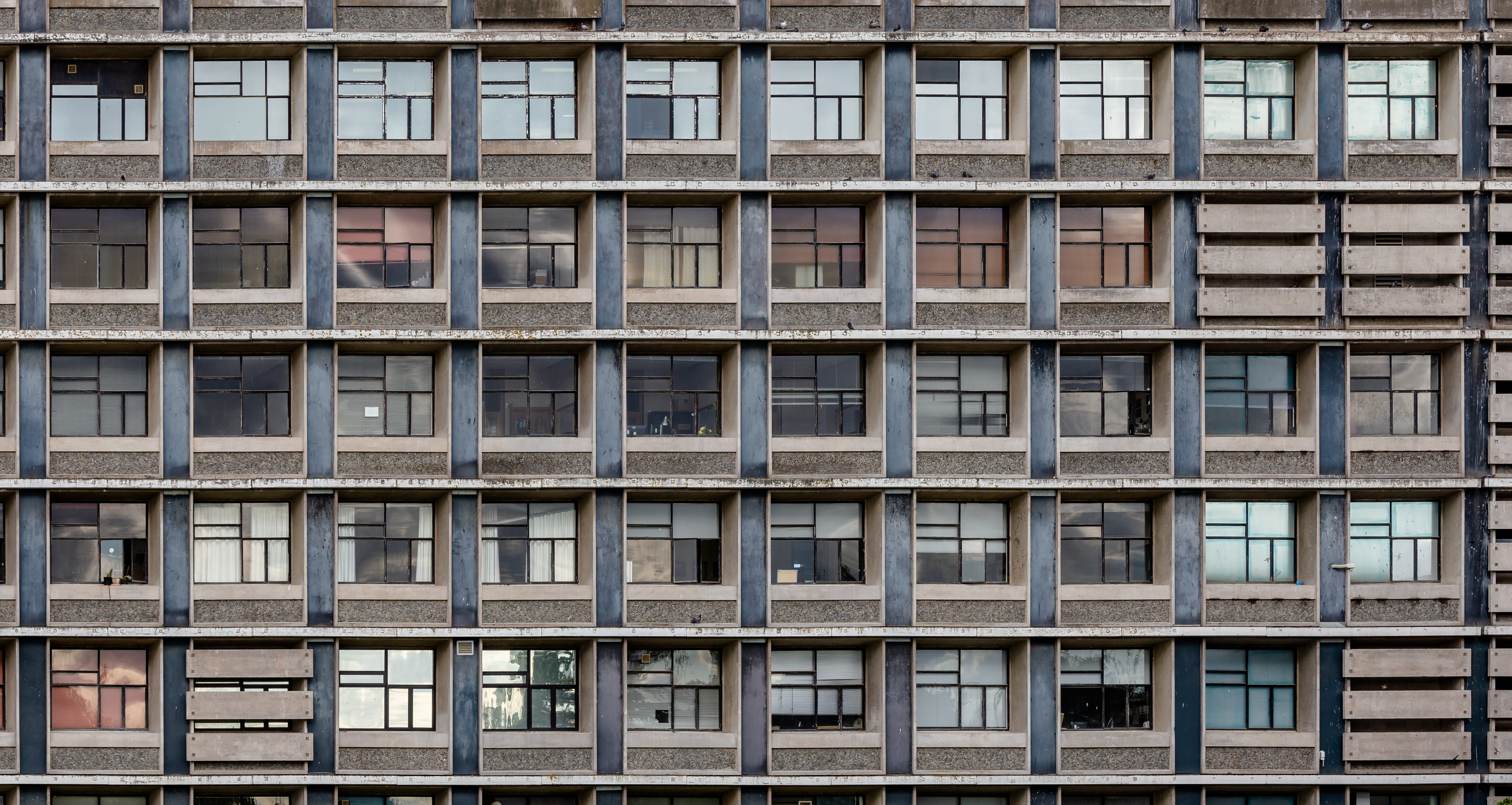
La construction Burns Building à la Université Lincoln dans le district de Selwyn. Décembre 2019.

Le district de Selwyn est situé dans la région de Canterbury, sur la côte est de l'île du Sud de la Nouvelle-Zélande.
Le district s'étend sur 6 420,38 km2, de la côte pacifique jusqu'aux Alpes du Sud. Au nord le fleuve Waimakariri assure la frontière entre le district de Selwyn et le district de Waimakariri. À l'est on trouve la grande ville de Christchurch, la péninsule de Banks et l'océan Pacifique. La frontière sud est le fleuve Rakaia, qui sépare ce district de celui d'Ashburton. L'ouest est dominé par les montagnes des Alpes du Sud.
Le district peut se diviser en deux grandes zones : celle des plaines de Canterbury et celle des monts, plus près des Alpes du Sud. La plupart des petites villes se situent dans les plaines, ainsi que 95 % de la population du district.
L'activité économique principale est l'agriculture, surtout l'élevage de bétail et de moutons dans les zones sèches, et l'industrie laitière et l'élevage de cerfs dans les zones à précipitations plus importantes.
Le recensement de 2006 y a compté 33 666 habitants. Les villes principales sont Darfield, Leeston (le siège du conseil du district), Lincoln et  Rolleston.
Le district inclut, dans l'ouest, le parc national d'Arthur's Pass.

## Sources
- (en) Selwyn District Council
- (en) Final counts – census night and census usually resident populations, and occupied dwellings - Canterbury Region, Statistics New Zealand

- (en) Cet article est partiellement ou en totalité issu de l’article de Wikipédia en anglais intitulé « Selwyn District » (voir la liste des auteurs).